# Arajet
Arajet S.A. (operant com Arajet) és una aerolínia d'ultra sota cost i l'aerolínia bandera de la República Dominicana. Les seves operacions van començar el 15 de setembre de 2022, amb un vol inaugural cap a Barranquilla, Colòmbia.

## Flota

### Flota actual
La flota de Arajet consta de les següents aeronaus:
| Aeronaus         | En servei | Comandes | Passatgers                                             | Passatgers                                             | Passatgers                                             | Matrícules                                             | Antiguitat                                             | Notes                                                  |                                                        |
| Aeronaus         | En servei | Comandes | Turista+                                               | Turista                                                | Total                                                  | Matrícules                                             | Antiguitat                                             | Notes                                                  |                                                        |
| ---------------- | --------- | -------- | ------------------------------------------------------ | ------------------------------------------------------ | ------------------------------------------------------ | ------------------------------------------------------ | ------------------------------------------------------ | ------------------------------------------------------ | ------------------------------------------------------ |
| Boeing 737 MAX 8 | 9         | 18       | 8                                                      | 177                                                    | 185                                                    | HI1027 «Valle Nuevo»                                   | 1,7 anys                                               | Incorporat al maig de 2022                             |                                                        |
| Boeing 737 MAX 8 | 9         | 18       | 8                                                      | 177                                                    | 185                                                    | HI1026 «Pico Duarte»                                   | 1,8 anys                                               | Incorporat al març de 2022                             |                                                        |
| Boeing 737 MAX 8 | 9         | 18       | 8                                                      | 177                                                    | 185                                                    | HI1078 «Los Tres Ojos»                                 | 4,2 anys                                               | Incorporat al agost de 2022                            |                                                        |
| Boeing 737 MAX 8 | 9         | 18       | 8                                                      | 177                                                    | 185                                                    | HI1082 «Ojos Indígenas»                                | 4,5 anys                                               | Incorporat al juliol de 2022                           |                                                        |
| Boeing 737 MAX 8 | 9         | 18       | 8                                                      | 177                                                    | 185                                                    | HI1081 «Jaragua»                                       | 4,6 anys                                               | Incorporat al juny de 2022                             |                                                        |
| Boeing 737 MAX 8 | 9         | 18       | 8                                                      | 177                                                    | 185                                                    | HI1099 «Lago Enriquillo»                               | 0,2 anys                                               | Incorporat al desembre de 2023                         |                                                        |
| Boeing 737 MAX 8 | 9         | 18       | 8                                                      | 177                                                    | 185                                                    | HI1104 «Isla Saona»                                    | 5,3 anys                                               | Incorporat al novembre de 2023                         |                                                        |
| Boeing 737 MAX 8 | 9         | 18       | 8                                                      | 177                                                    | 185                                                    | HI1103 «Bahía de las Águilas»                          | 6,4 anys                                               | Incorporat al desembre de 2023                         |                                                        |
| Boeing 737 MAX 8 | 9         | 18       | 8                                                      | 177                                                    | 185                                                    | HI1098 «Laguna Redonda-Miches»                         | 0,2 anys                                               | Incorporat al desembre de 2023                         |                                                        |
| Total            | 9         | 18       | Edat mitjana de la flota (novembre de 2023): 3,7 anys. | Edat mitjana de la flota (novembre de 2023): 3,7 anys. | Edat mitjana de la flota (novembre de 2023): 3,7 anys. | Edat mitjana de la flota (novembre de 2023): 3,7 anys. | Edat mitjana de la flota (novembre de 2023): 3,7 anys. | Edat mitjana de la flota (novembre de 2023): 3,7 anys. | Edat mitjana de la flota (novembre de 2023): 3,7 anys. |

Segons pot observar-se en Cirium Fleet Analyzer hi ha altres tres Boeing 737 MAX 8 programats per a ser lliurats el mes de novembre i al gener i febrer de 2024 (rebrien dos: HI1098 i HI1103).

### Antiga flota

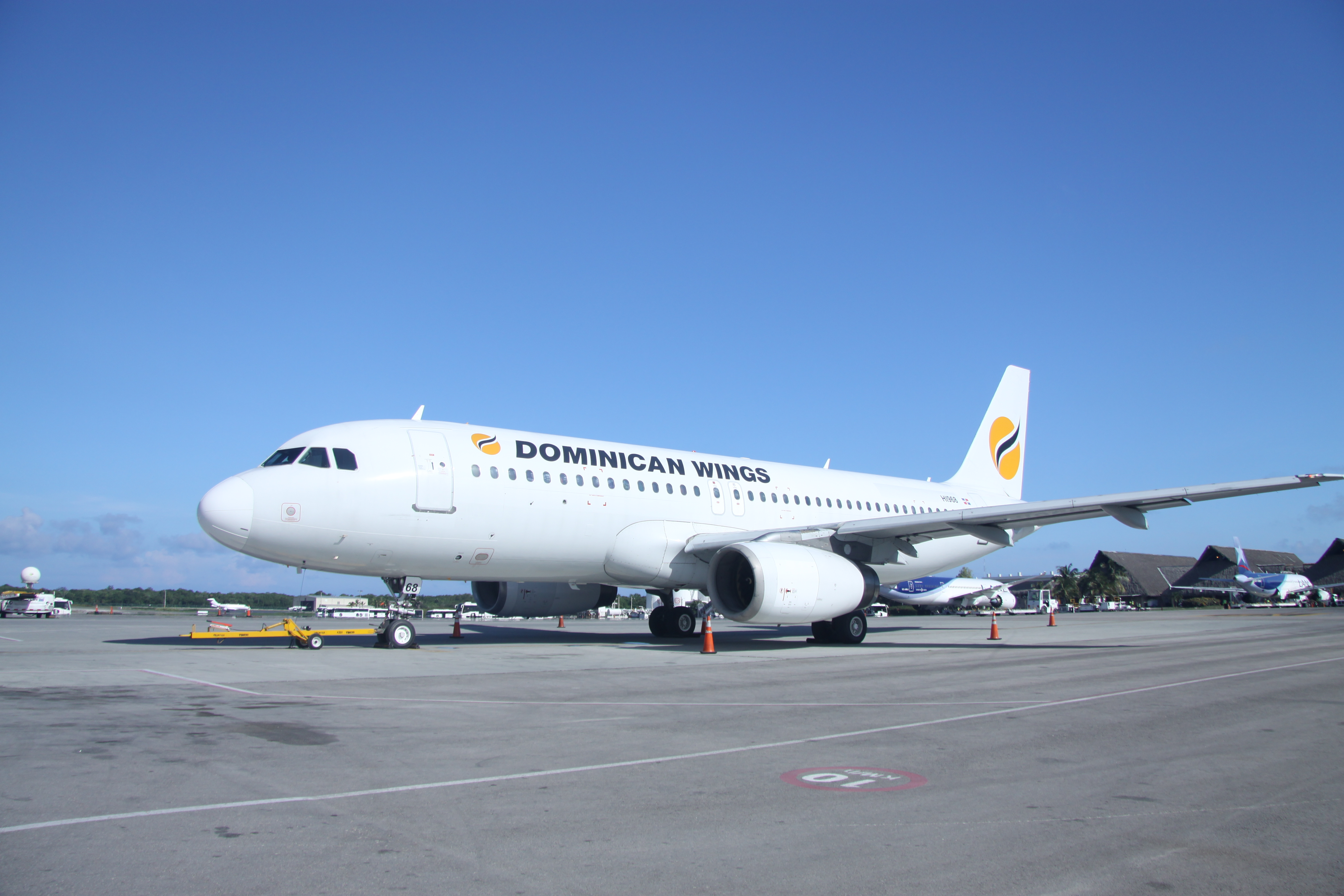
Antic Airbus A320-200 (HI-968) de Dominican Wings

Com Dominican Wings, l'empresa comptava amb la següent aeronau:
| Aeronau         | Total | Introduït | Retirat | Matrícula |
| --------------- | ----- | --------- | ------- | --------- |
| Airbus A320-200 | 1     | 2015      | 2016    | HI968     |

## Destinacions

Servit per Arajet
Planejat a ser servit per Arajet

L'aerolínia opera en l'actualitat les següents destinacions des dels seus dos aeroports principals (Santo Domingo i Santiago dels Cavallers):
| Països                                                       | Destinacions                                | Aeroports                                       | Freqüències setmanals des de Santo Domingo                                          | Freqüències setmanals des de Santiago de los Caballeros |
| Amèrica del Nord (2 països, 4 destinacions)                  | Amèrica del Nord (2 països, 4 destinacions) | Amèrica del Nord (2 països, 4 destinacions)     | Amèrica del Nord (2 països, 4 destinacions)                                         | Amèrica del Nord (2 països, 4 destinacions)             |
| ------------------------------------------------------------ | ------------------------------------------- | ----------------------------------------------- | ----------------------------------------------------------------------------------- | ------------------------------------------------------- |
| Canadà                                                       | Toronto                                     | Aeroport Internacional Toronto Pearson          | 4 (redueix a 3 freqüències setmanals des de l'abril del 2024)                       | —                                                       |
| Canadà                                                       | Montreal                                    | Aeroport Internacional Pierre Elliott Trudeau   | 4 (redueix a 3 freqüències setmanals des del 3 d'abril del 2024)                    | —                                                       |
| Mèxic                                                        | Cancun                                      | Aeroport Internacional de Cancún                | 6                                                                                   | —                                                       |
| Mèxic                                                        | Ciutat de Mèxic                             | Aeroport Internacional Felipe Ángeles           | 7                                                                                   | —                                                       |
| Amèrica Central (3 països, 3 destinacions)                   |                                             |                                                 |                                                                                     |                                                         |
| Costa Rica                                                   | San José                                    | Aeroport Internacional Juan Santamaría          | 4 (augmenta a 6 freqüències setmanals entre el 9 de gener i el 29 de març de 2024)  | —                                                       |
| El Salvador                                                  | San Salvador                                | Aeroport Internacional d'El Salvador            | 6 (augmenta a 7 freqüències setmanals entre el 8 de gener i el 29 de març de 2024)  | —                                                       |
| Guatemala                                                    | Ciutat de Guatemala                         | Aeroport Internacional La Aurora                | 4 (augmenta a 6 freqüències setmanals entre el 12 de gener i el 30 de març de 2024) | —                                                       |
| Carib (5 països, 6 destinacions)                             |                                             |                                                 |                                                                                     |                                                         |
| Aruba                                                        | Oranjestad                                  | Aeroport Internacional Reina Beatrix            | 2                                                                                   | —                                                       |
| Curaçao                                                      | Willemstad                                  | Aeroport Internacional Hato (via AUA)           | 2                                                                                   | —                                                       |
| Jamaica                                                      | Kingston                                    | Aeroport Internacional Norman Manley            | 4                                                                                   | —                                                       |
| República Dominicana                                         | Santo Domingo                               | Aeroport Internacional Las Américas             | HUB                                                                                 | 2                                                       |
| República Dominicana                                         | Santiago de los Caballeros                  | Aeroport Internacional del Cibao                | —                                                                                   | HUB secundari                                           |
|                                                              | Philipsburg                                 | Aeroport Internacional Princesa Juliana         | 2                                                                                   | —                                                       |
| Sudamérica (6 países, 9 destinos)                            |                                             |                                                 |                                                                                     |                                                         |
| Argentina                                                    | Buenos Aires                                | Aeroport Internacional Ministro Pistarini       | 3 (augmenta a 4 freqüències setmanals a l'abril i 7 al juny de 2024)                | 2                                                       |
| Brasil                                                       | São Paulo                                   | Aeroport Internacional de São Paulo-Guarulhos   | 3 (augmenta a 7 freqüències setmanals des d'abril de 2024)                          | 1                                                       |
| Colòmbia                                                     | Bogotà                                      | Aeroport Internacional El Dorado                | 3                                                                                   | 2 (finalitza el 29 de març de 2024)                     |
| Colòmbia                                                     | Cartagena de Indias                         | Aeroport Internacional Rafael Núñez             | 3 (augmenta a 4-5 freqüències setmanals a l'abril i 6-7 al juny de 2024)            | —                                                       |
| Colòmbia                                                     | Medellín                                    | Aeroport Internacional José María Córdova       | 3 (augmenta a 5 freqüències setmanals a partir del 3 d'abril del 2024)              | 2                                                       |
| Xile                                                         | Santiago de Chile                           | Aeroport Internacional Arturo Merino Benitez    | 3                                                                                   | 1                                                       |
| Equador                                                      | Guayaquil                                   | Aeroport Internacional José Joaquín de Olmedo   | 2 (operarà directe a partir del 20 de juny de 2024)                                 | —                                                       |
| Equador                                                      | Quito                                       | Aeroport Internacional Mariscal Sucre (via GYE) | 2 (operarà directe a partir del 20 de juny de 2024)                                 | —                                                       |
| Perú                                                         | Lima                                        | Aeroport Internacional Jorge Chávez             | 2 (augmenta a 3 freqüències setmanals a partir del 2 d'abril del 2024)              | —                                                       |
| Total: 16 països, 23 destinacions, 72 freqüències setmanals. |                                             |                                                 |                                                                                     |                                                         |

### Futures destinacions
| Països            | Destinacions            | Aeroports                                           | Notes         |
| ----------------- | ----------------------- | --------------------------------------------------- | ------------- |
| Barbados          | Bridgetown              | Aeroport Internacional Grantley Adams               | Plans d'inici |
| Bolívia           | Santa Cruz de la Sierra | Aeroport Internacional Viru Viru                    | Plans d'inici |
| Brasil            | Río de Janeiro          | Aeroport Internacional de Galeão                    | Plans d'inici |
| Cuba              | L'Havana                | Aeroport Internacional José Martí                   | Plans d'inici |
| Estats Units      | Atlantic City           | Aeroport Internacional de Atlantic City             | Plans d'inici |
| Estats Units      | Baltimore               | Aeroport Internacional de Baltimore-Washington      | Plans d'inici |
| Estats Units      | Boston                  | Aeroport Internacional Logan                        | Plans d'inici |
| Estats Units      | Chicago                 | Aeroport Internacional O'Hare                       | Plans d'inici |
| Estats Units      | Filadèlfia              | Aeroport Internacional de Filadelfia                | Plans d'inici |
| Estats Units      | Fort Lauderdale         | Aeroport Internacional de Fort Lauderdale-Hollywood | Plans d'inici |
| Estats Units      | Houston                 | Aeroport Intercontinental George Bush               | Plans d'inici |
| Estats Units      | Los Angeles             | Aeroport Internacional de Los Ángeles               | Plans d'inici |
| Estats Units      | Miami                   | Aeroport Internacional de Miami                     | Plans d'inici |
| Estats Units      | Newark                  | Aeroport Internacional Newark Liberty               | Plans d'inici |
| Estats Units      | Nova York               | Aeroport Internacional John F Kennedy               | Plans d'inici |
| Estats Units      | Orlando                 | Aeroport Internacional de Orlando                   | Plans d'inici |
| Estats Units      | Tampa                   | Aeroport Internacional de Tampa                     | Plans d'inici |
| Estats Units      | Washington D. C.        | Aeroport Internacional de Washington-Dulles         | Plans d'inici |
| Guadalupe         | Pointe-à-Pitre          | Aeroport Internacional Pointe-à-Pitre               | Plans d'inici |
| Hondures          | San Pedro Sula          | Aeroport Internacional Ramón Villeda Morales        | Plans d'inici |
| Hondures          | Tegucigalpa             | Aeroport Internacional de Palmerola                 | Plans d'inici |
| Panamà            | Ciutat de Panamà        | Aeroport Internacional de Tocumen                   | Plans d'inici |
| Paraguai          | Asunción                | Aeroport Internacional Silvio Pettirossi            | Plans d'inici |
| Puerto Rico       | San Juan                | Aeroport Internacional Luis Muñoz Marín             | Plans d'inici |
| Trinitat i Tobago | Port Espanya            | Aeroport Internacional de Piarco                    | Plans d'inici |
| Uruguai           | Montevideo              | Aeroport Internacional de Carrasco                  | Plans d'inici |

### Antigues destinacions
| Països   | Destinacions | Aeroports                                    | Data inici             | Data cessament       |
| -------- | ------------ | -------------------------------------------- | ---------------------- | -------------------- |
| Colòmbia | Barranquilla | Aeroport Internacional Ernesto Cortissoz     | 15 de setembre de 2022 | 25 d'agost de 2023   |
| Colòmbia | Cali         | Aeroport Internacional Alfonso Bonilla Aragó | 15 de setembre de 2022 | 31 de juliol de 2023 |
| Mèxic    | Monterrey    | Aeroport Internacional de Monterrey          | 30 de setembre de 2022 | 10 de gener de 2023  |

## Primer vol
El primer vol oficial d'aquesta línia aèria es va realitzar el dissabte 13 d'agost del 2022 de Santo Domingo cap a Bogotà, Colòmbia. En el viatge van participar més de 125 persones que pertanyen a La Penya per un Millor País, dins dels quals es destaquen funcionaris, líders d'opinió, líders empresarials, advocats, diplomàtics i convidats especials, amb l'interès de poder mostrar les qualitats dels avions Boeing 737 MAX 8 que utilitzeu Arajet.
Entre els participants en aquest històric primer vol van estar Miguel Calzada, Tony Ramos, Víctor Miguel Pacheco Méndez, Federico Jovine, Ney E. Deschamps, José Gregorio Cabrera, Jorge Rizek, Cessar Dargam, Amín Vásquez, Edwin Lebrón, José Martínez Hopelman, Julio Peña , José Quiroz, Abel Guzmán, Pascal Penya, Yerik Shamir, Cèsar Dargam, Ciril Guzmán, Martin Breton, Miguel Franjul, Manuel Luna entre d'altres, dins dels més carismàtics i actius, fins a la distingida representació femenina formada per Katherine Hernández, Claudia de els Santos, Ely Encarnació, Gabriela Balaguer, Julia Muñoz, Leidy Blanco, Laura de la Nou, Madeleine Bare, Michelle Domínguez, Claudia Aquino, Gabriela Melo, Julissa Rosario, i moltes més.